# 日光市立足尾小学校
日光市立足尾小学校（にっこうしりつ あしおしょうがっこう）は、栃木県日光市足尾町赤沢6-2にある公立小学校。
足尾小学校の最盛期は大正末期から昭和30年代であり、足尾銅山が栄えたことで児童数1500人を超えるマンモス校だった。2006年度（平成18年度）の学級数は6学級であり、児童数は86人だった。2023年度（令和5年度）の学級数は3学級であり、児童数は18人だった。わたらせ渓谷鐵道わたらせ渓谷線通洞駅から徒歩5分。

## 歴史

### 足尾町時代

#### 戦前

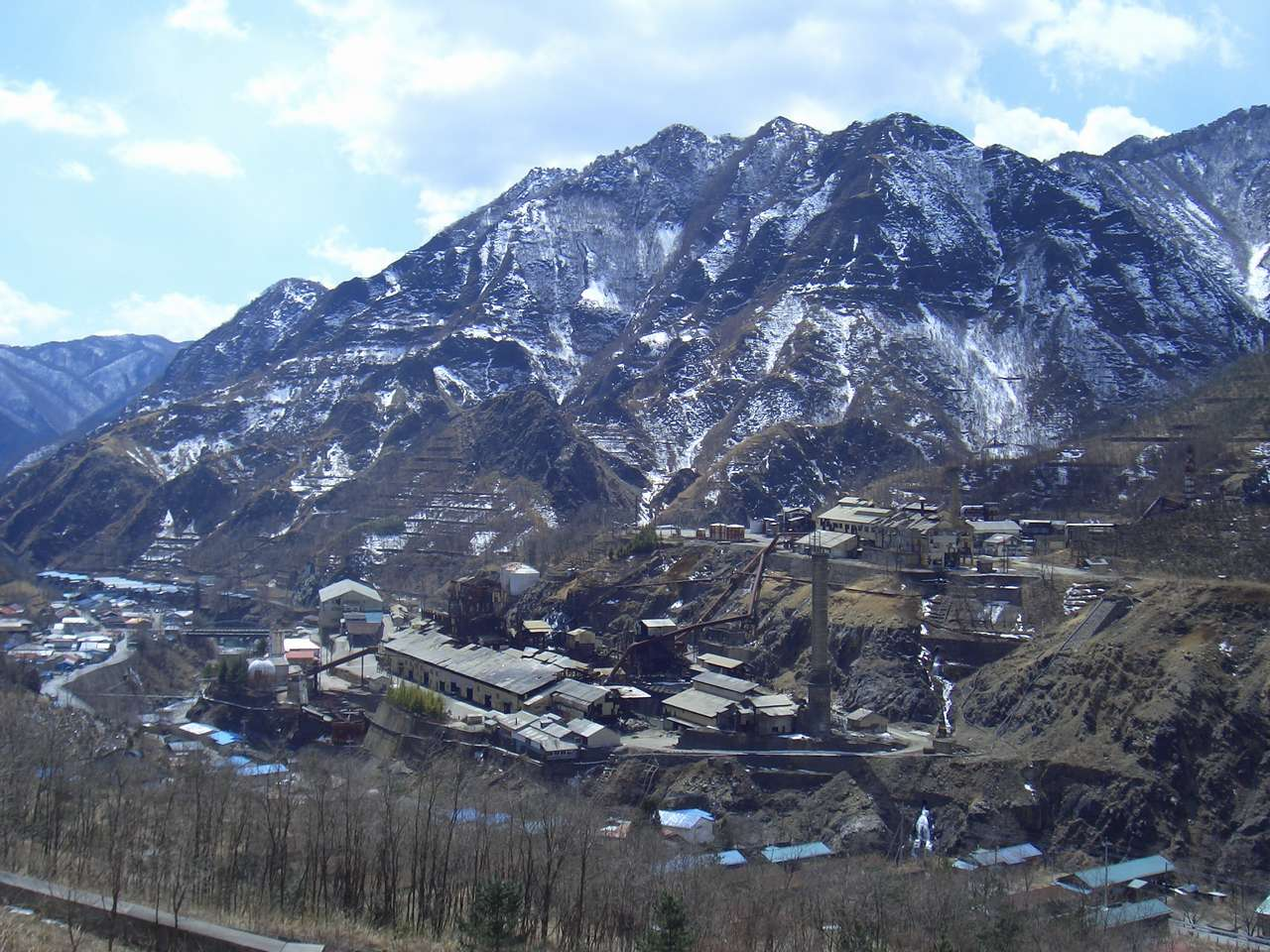
足尾銅山

上都賀郡足尾町は足尾銅山の鉱山町として栄えた町である。1873年（明治6年）8月16日、本妙寺に足尾小学が創立された。創立時の児童数は84人だった。同年10月には原分校が、1875年（明治8年）12月には神子内分校が設置された。
1886年（明治19年）8月30日には新梨子に移転し、1887年（明治20年）4月1日には足尾尋常小学校に改称した。1890年（明治23年）4月1日には足尾高等小学校が設置され、1892年（明治25年）4月29日には足尾尋常高等小学校に改称した。
なお、1893年（明治25年）には私立の古河足尾銅山尋常高等小学校（後の足尾町立本山小学校）が開校しているが、私立小学校は当時としては珍しかった。1894年（明治26年）2月18日には古河足尾銅山尋常高等小学校の分校として小滝学校が設置され、その後小滝尋常小学校として独立した。1900年（明治33年）4月には原分校が足尾町立原尋常小学校として、神子内分校が足尾町立神子内尋常小学校として独立した。
1901年（明治34年）9月1日には赤沢の現在地に移転した。1907年（明治40年）5月には校舎を増築し、1913年（大正2年）3月には再び校舎を増築した。1925年（大正14年）2月17日には下校舎が全焼したが、9月2日に復旧した。1927年（昭和2年）10月30日には校舎を増築した。1931年（昭和6年）12月7日には上校舎が焼失したが、1933年（昭和8年）3月に復旧した。

#### 戦後
戦時中の1941年（昭和16年）4月1日、国民学校令によって足尾町国民学校に改称した。戦後の1947年（昭和22年）、学校教育法によって足尾町立足尾小学校に改称した。同時に私立足尾銅山本山学校が足尾町に移管されて足尾町立本山小学校に改称し、掛水の足尾駅の駅前通りより北が本山小学校の学区、駅前通りより南が足尾小学校の学区となった。
1951年（昭和26年）5月23日には横根山分校を開設した。1952年（昭和27年）11月3日には創立80周年記念式典を挙行した。1954年（昭和29年）には小滝小学校が廃止された。1960年（昭和35年）2月15日には火災で校舎が焼失し、同年12月28日に鉄筋コンクリート造3階建の校舎が竣工した。1967年（昭和42年）6月28日、学校給食を開始した。
1973年（昭和48年）10月9日、創立100周年記念式典を挙行した。1974年（昭和49年）3月31日には横根山分校を廃止し、1984年（昭和59年）4月1日には足尾町立神子内小学校を統合した。1993年（平成5年）8月22日には創立120周年記念式典を挙行し、1996年（平成8年）4月1日には足尾町立原小学校を統合した。2006年（平成18年）2月13日には足尾町立本山小学校を統合した。

### 日光市時代
2006年（平成18年）3月20日、足尾町、今市市、（旧）日光市、藤原町、栗山村が合併して（新）日光市が発足し、日光市立足尾小学校に改称した。2008年（平成20年）1月から3月には新校舎を建設するために、暫定的に旧本山小学校の校舎を使用した。2022年（令和4年）4月、足尾小学校と日光市立足尾中学校が足尾小学校の校地に併設され、小中一貫教育校の日光市立足尾小中学校となった。2024年（令和6年）2月16日、大谷翔平から贈られた大谷グローブを使った「リアル野球盤」の大会を開催し、2年生から6年生までの18人が参加した。